# Gerardus Mooyman

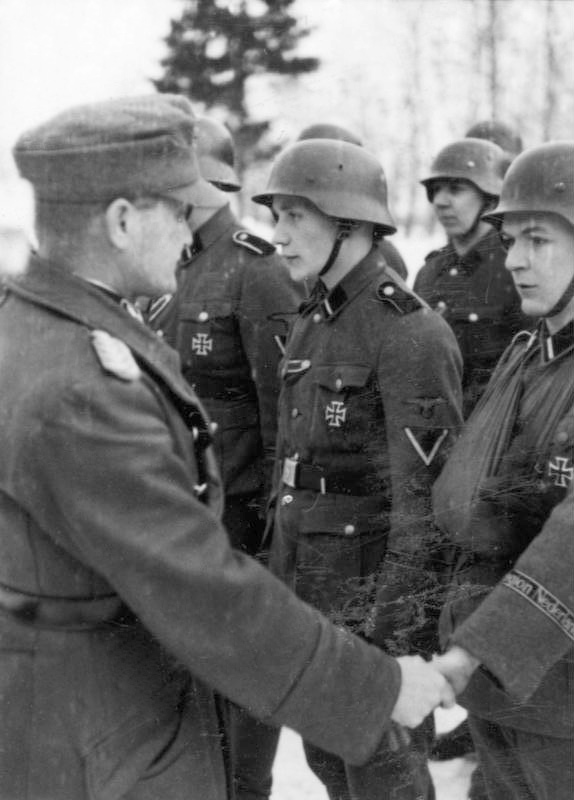
Der am Arm verwundete Gerardus Mooyman bei Ordensverleihung

Gerardus Leonardus Mooyman (* 23. September 1923 in Apeldoorn, Niederlande; † 21. Juni 1987 bei Anloo) war ein niederländischer Freiwilliger der Waffen-SS im Zweiten Weltkrieg.

## Leben
Mooyman wurde in Apeldoorn als Kind einer katholischen Mittelstandsfamilie geboren. Der Vater war Kaufmann und trat im Zuge der Weltwirtschaftskrise der Nationaal-Socialistische Beweging bei. Gerardus lernte zunächst Schlosser, war dann aber als Apothekergehilfe tätig.
Im April 1942 meldete er sich freiwillig zur SS-Freiwilligen-Standarte „Nordwest“, wechselte dann zur SS-Freiwilligen-Legion „Nederland“. An der Wolchow–Front erlebte er im Januar 1943 seinen ersten Fronteinsatz. Als Sturmmann in der 14.(Pak)/SS-Freiw.-Legion „Nederland“ verdiente er sich das Eiserne Kreuz beider Klassen. Am 13. Februar 1943 vernichtete er am Ladogasee 13 sowjetische Panzer, nachdem der eigentliche Geschützführer gefallen war. Dafür bekam der erst 19-jährige am 20. Februar 1943 als erster europäischer Freiwilliger das Ritterkreuz des Eisernen Kreuzes.
Fortan wurde er für die nationalsozialistische Propaganda eingesetzt und reiste durch die Niederlande, auch sollten in niederländischen Orten Straßen nach ihm benannt werden, nach eigener Aussage verweigerte er dies allerdings. Einige Zeitschriften berichteten über seine Taten.
Ab August 1943 wurde er in einer SS-Junkerschule zum Offizier ausgebildet. Im Frühjahr 1944 kehrte er zur Ostfront zurück und wurde zum 21. Juni 1944 zum SS-Untersturmführer befördert. Er geriet am 4. Mai 1945 in amerikanische Kriegsgefangenschaft. Im Jahre 1946 wurde Mooyman als Kollaborateur zu sechs Jahren Gefängnis verurteilt, im August 1949 wurde er vorzeitig entlassen.
Als unauffälliger Unternehmer und Familienvater lebte er nach seiner Freilassung in Groningen. 1967 trat er noch einmal in Erscheinung, als er der Zeitschrift „Revue“ ein Interview gab. In diesem Artikel verurteilte er die NS-Verbrechen und gestand seine Mitschuld ein. „Ich habe einen Denkfehler gemacht“, sagte Mooyman.

„Nog steeds ril ik bij de gedachte aan het onvoorstelbare leed dat de nazi’s aan honderdduizenden joden en landgenoten hebben toegebracht, misdaden waarvoor ik als militair collaborateur bij de Waffen-SS in zeker opzicht medeverantwoordelijk ben.“

Durch einen Verkehrsunfall bei Anloo kam er 1987 ums Leben.